# Thalamophyllia riisei
Thalamophyllia riisei is een rifkoralensoort uit de familie van de Caryophylliidae. De wetenschappelijke naam van de soort is voor het eerst geldig gepubliceerd in 1864 door Duchassaing & Michelotti.